# AN-M81
AN-M81 – amerykańska bomba odłamkowa wagomiaru 260 funtów. Była stosowana podczas II wojny światowej przez lotnictwo US Navy i USAAC.
Bomba AN-M81 składała się z metalowej tulei wypełnionej materiałem wybuchowym, na którą nakręcona była spirala z kwadratowego pręta stalowego (fragmentacja tej spirali była głównym źródłem odłamków). Oba końce tulei były zakończone gwintami na które nakręcano głowicę i część ogonową bomby. Bomba była uzbrajana zapalnikami: głowicowym i tylnym. Do tylnej części bomby przymocowany był skrzynkowy statecznik. Bomba miała dwa ucha nośne służące do podwieszenia na uchwycie bombowym.

## Linki zewnętrzne

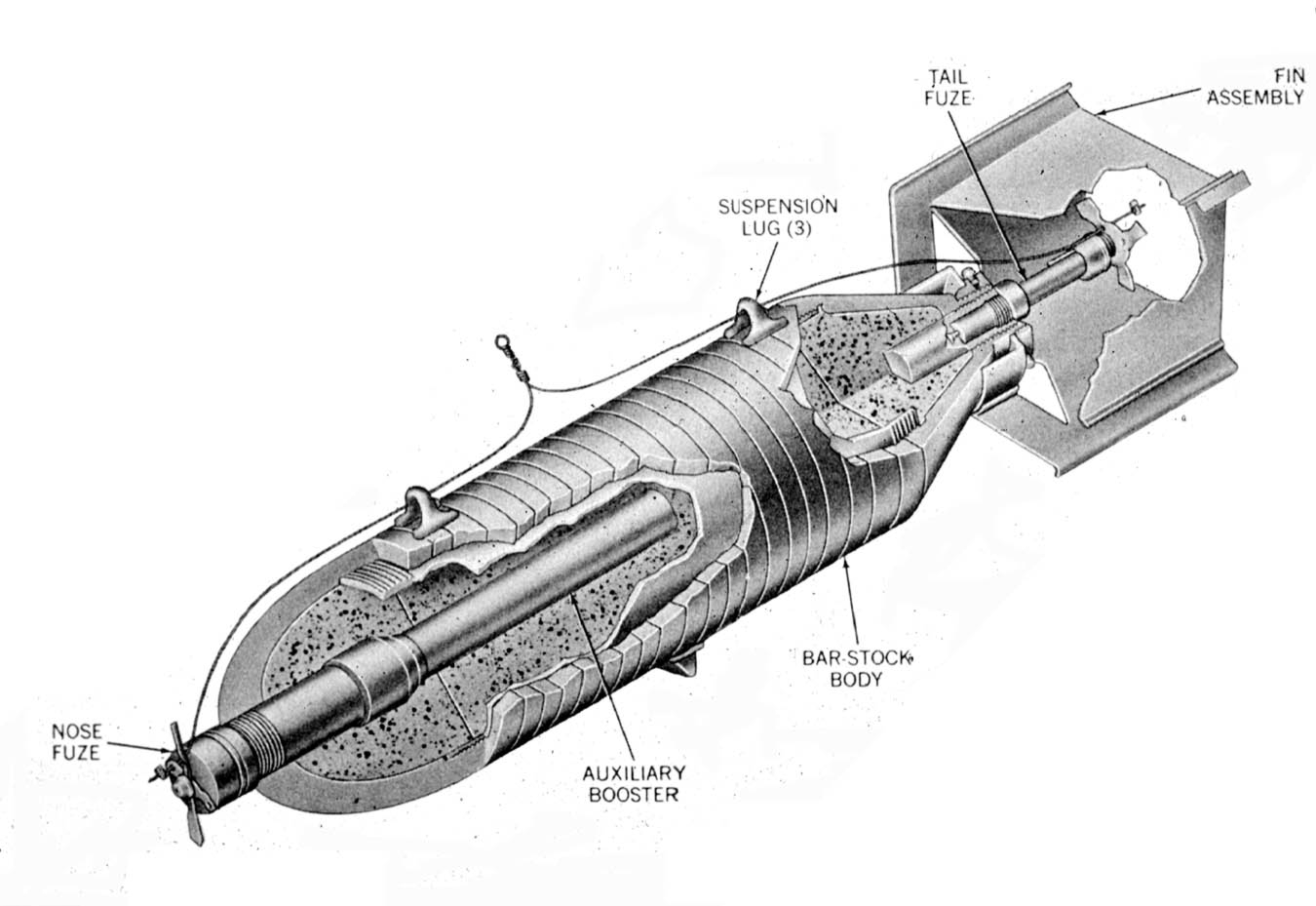
Przekrój bomby AN-M81